# Stanisław Depowski
Stanisław Depowski ps. „Cyran” (ur. 1 maja 1914 w Ropczycach-Chechłach, dziś dzielnica miasta, zginął 17 maja 1944 pod Monte Cassino) – podporucznik, uczestnik kampanii wrześniowej, razem z Armią Andersa dotarł na Bliski Wschód, a następnie walczył o Tobruk i w bitwie o Monte Cassino. 

## Życiorys
Syn Józefa i Heleny z domu Dunaj. Ukończył Prywatne Miejskie Gimnazjum Koedukacyjne w Ropczycach. Od 1934 pracował w biurze notarialnym dra Srokowskiego w Ropczycach. W 1940 roku był żołnierzem Samodzielnej Brygady Strzelców Karpackich. Zginął jako oficer 4 batalionu strzelców karpackich w ostatniej godzinie szturmu na klasztor w bitwie o Monte Cassino. Rodzina nie otrzymała oficjalnego zawiadomienia o jego zgonie.

## Upamiętnienie
W Ropczycach jego nazwisko znajduje się na tablicach w Sanktuarium Matki Bożej Ropczyckiej oraz na murze kościoła farnego – parafii Przemienienia Pańskiego również w Ropczycach.

## Ordery i odznaczenia
- Krzyż Srebrny Orderu Wojennego Virtuti Militari[2]
- Krzyż Pamiątkowy Monte Cassino
- Krzyż Walecznych
- Odznaka 3. Dywizji Strzelców Karpackich